# 5425 Vojtěch
5425 Vojtěch este un asteroid din centura principală de asteroizi.

## Descriere
5425 Vojtěch este un asteroid din centura principală de asteroizi. A fost descoperit pe 20 septembrie 1984 la Observatorul Kleť de Antonín Mrkos. Asteroidul prezintă o orbită caracterizată de o semiaxă mare de 2,45 ua, o excentricitate de 0,13 și o înclinație de 6,3° în raport cu ecliptica.